# Piano strutturale comunale
Il piano strutturale comunale (PSC) è uno degli atti che costituisce l'attuazione del piano regolatore generale comunale.

## Storia
La giurisprudenza della Corte Costituzionale della Repubblica Italiana con varie sentenze - tra le più famose quelle del 29 maggio 1968, n. 55, del 30 gennaio 1980, n. 5 e del 20 maggio del 1999, n. 179 - dichiarò che i vincoli urbanistici preordinati all'espropriazione per pubblica utilità non avrebbero potuto avere un tempo indefinito, ma dovevano essere a scadenza, perché i proprietari dei suoli destinati all'esproprio non avrebbero dovuto aspettare i tempi indefiniti della strumentazione dell'urbanistica in Italia, ma avrebbero dovuto essere indennizzati. Il dibattito che ne scaturì nella dottrina giuridica portò a identificare questi tempi di attesa in un massimo di cinque anni, oltrepassato il quinquennio di validità, le scelte effettuate sarebbero decadute ed un nuovo piano avrebbe dovuto essere approvato.
Successivamente le raccomandazioni dell'"Istituto Nazionale di Urbanistica" (INU) durante il XXI congresso svoltosi a Bologna nel 1995, affermarono l'opportunità di procedere allo sdoppiamento del piano in due distinti strumenti: il Piano Strutturale; e il Piano Operativo. Poco dopo le Regioni d'Italia iniziarono nell'ambito di propria autonomia a dotarsi di una propria regolamentazione; tra i primi atti si ricordano la legge regionale della Toscana n. 5/1995 e quella della Lombardia n. 12/2005.

## Articolazione
Accogliendo le raccomandazioni dell'INU si articola in particolare:
- Piano Strutturale Comunale (P.S.C.):  strumento della pianificazione urbanistica generale che viene predisposto dal Comune sul proprio territorio, per delineare le scelte strategiche di sviluppo e per tutelarne l'integrità fisica ed ambientale del territorio, nonché tracciare l'identità sociale, economica e culturale comunale. Il P.S.C. non determina l’edificabilità dei suoli, ha il solo compito di dare indirizzi per la futura gestione del territorio, prendendo in considerazione, tra le altre cose, la valorizzazione delle risorse esistenti ed il loro sviluppo economico e sociale, con grande attenzione agli aspetti della qualità urbana ed ambientale e della sostenibilità delle scelte. Le linee guida dettate dal P.S.C. verranno concretamente realizzate dalla pianificazione operativa;
- Piano Operativo Comunale (P.O.C.): è lo strumento urbanistico che attua gli indirizzi del P.S.C. articolandoli in periodi di cinque anni. Stabilisce nel dettaglio dove, come e quanto si può intervenire nella trasformazione, valorizzazione e tutela del territorio comunale, sia nelle aree urbane che nelle aree agricole. Più documenti concorrono a formare il Piano Operativo: accanto al documento di valutazione ambientale strategica (VAS), che ha l’obiettivo di fotografare lo stato delle risorse ambientali e di misurare l’impatto che l’attuazione del Piano avrà su di esse, il Piano è composto principalmente dalle cartografie che rappresentano il progetto del Piano e dalle norme tecniche di attuazione (NTA) che contengono le regole per la valorizzazione, trasformazione e conservazione del territorio.

## Analisi

### Descrizione generale
L'atto, che non determina direttamente gli indici di edificabilità dei suoli, ha il compito di dare indirizzi per la futura gestione del territorio, prendendo in considerazione, tra le altre cose, la valorizzazione delle risorse esistenti ed il loro sviluppo economico e sociale, con grande attenzione agli aspetti della qualità urbana ed ambientale e della sostenibilità delle scelte di piano.
Gli elementi che contiene possono essere riassunti come:
- la consistenza, la localizzazione e la vulnerabilità delle risorse naturali ed antropiche presenti nel territorio indicandone le soglie di criticità;
- definisce le trasformazioni che potranno essere attuate attraverso interventi diretti disciplinati dal POC;
- fissa i limiti e le condizioni di sostenibilità degli interventi e delle trasformazioni pianificabili;
- individua le infrastrutture e le attrezzature di maggiore rilevanza, per dimensione e funzione;
- classifica il territorio in urbanizzato, urbanizzabile e agro-forestale;
- individua gli ambiti del territorio comunale e definisce le caratteristiche urbanistiche e funzionali degli stessi, stabilendo gli obiettivi sociali, funzionali, ambientali e morfologici e i relativi requisiti prestazionali.

### Differenze col "Piano Regolatore Generale"
Il tradizionale P.R.G. conteneva, in un solo atto, tre dimensioni urbanistiche: quella strutturale (cioè tutte le categorie di vincoli esistenti di ordine superiore su cui il potere locale non può intervenire, nonché le indicazioni di lunga durata che non era possibile modificare); quella strategica (cioè le previsioni di cambiamento e trasformazione che il piano apportava nel territorio); e quella operativa (cioè le disposizioni normative per la realizzazione di «cosa non c’era prima».
Quindi l’insieme dei disegni, delle norme di dettaglio, dei passaggi da rispettare che portano poi ad un assetto desiderato).
Tutto questo era organizzato in un unico strumento urbanistico, il P.R.G., appunto che durava a tempo indeterminato nei confronti delle proprietà e dell'uso dei suoli urbani e rurali. Da qui l'aggettivo Generale nella titolazione.
Viene meno quindi il carattere prescrittivo dello strumento urbanistico generale: il PSC infatti, non produce alcun effetto giuridico sui suoli, non impone vincoli e non assegna alcun diritto, limitandosi a recepire i cosiddetti “vincoli sovraordinati”, definiti da leggi e piani di scala superiore a quella comunale (come vincoli ambientali, paesistici, relativi all’assetto idrogeologico). Altra differenza fondamentale riguarda il dettaglio delle previsioni: il PSC si deve limitare alle indicazioni essenziali, strutturali appunto, senza entrare in dettagli eccessivi
Le sue previsioni sono quindi solo programmatiche e vengono tradotte in prescrizioni dagli altri due strumenti:
- il piano operativo: strumento facoltativo relativo alle trasformazioni urbanistiche, da attuare nei cinque anni della sua validità;
- il regolamento edilizio urbanistico che riguarda gli interventi puntuali relativi al patrimonio edilizio esistente, di recupero, demolizione e ricostruzione, o anche nuova costruzione.